# Eois gemellaria
Eois gemellaria är en fjärilsart som beskrevs av Achille Guenée 1858. Eois gemellaria ingår i släktet Eois och familjen mätare. Inga underarter finns listade i Catalogue of Life.